# Ротарь, Ольга
Ольга Ротарь (род. 25 июля 1989, Комрат) — молдавская пианистка и камерный музыкант.

## Биография
Родилась 25 июля 1989 года в Комрате.
Начала играть на фортепиано в шестилетнем возрасте. Первоначально она начала заниматься игрой на фортепиано у музыканта Натальи Димча и в возрасте 15 лет поступила в Музыкальную Академию Антона Рубинштейна в Тирасполе. В поисках высшего образования переехала в Турцию, продолжила обучение в Государственной консерватории Стамбульского университета под руководством профессора Каны Гурмен. В 2012 году получила степень бакалавра музыки по фортепианному исполнительству. Посещала мастер-классы и к 2017 году получила степень магистра музыки по игре на фортепиано после публикации диссертации на тему «Исследование фортепианных транскрипций и парафраз, написанных Ференцем Листом в опере».
В 2020 году пополнила ряды таких известных музыкантов, как Саймон Рэттл, Джудит Уир, Джон Маккейб, став членом Объединенного общества музыкантов Великобритании, профессиональной организации музыкантов и предметной ассоциации музыки.
Известна не только как сольная классическая пианистка, но и как камерный музыкант. Принимала участие в сотрудничестве с Туту Айдыноглу.
Приобрела известность после победы на 16-м Международном конкурсе камерной музыки молодых музыкантов в палате Ротари-клуба Эдирне Мимар Синан, а затем в 2016 году выиграла три крупных конкурса: «Наследники Орфея» в Болгарии, «Звезды на Тенерифе» в Испании и «Музыкальный фейерверк» в Баден-Вюртемберге (Германия).